# Masaki Okada
Masaki Okada (岡田 将生?, Okada Masaki; Tokyo, 15 agosto 1989) è un attore giapponese.

## Biografia
Entrato nel mondo dello spettacolo a 16 anni, ha debuttato in teatro, prima d'approdare alla televisione in film e dorama in cui ha impersonato per lo più studenti dalle caratteristiche originali. Okada è salito alla ribalta per la prima volta nel 2007 partecipando assieme ad attori del calibro di Shun Oguri e Tōma Ikuta alla versione live action del manga Hana-Kimi.
Il suo primo ruolo da protagonista lo ha ottenuto nel 2008 con Fukidemono to imōto. Tra gli altri ruoli per cui è noto, vi sono quelli in Hanazakari no kimitachi e, Otomen e infine nel film Boku no hatsukoi o kimi ni sasagu accanto a Mao Inoue, ma soprattutto Drive My Car.

## Vita privata
Il suo hobby è camminare ed il suo sport preferito il basket; gli piace leggere ed il suo manga favorito è Berserk. Buon amico di Miura Haruma e Takeru Satō, dice di sé d'esser goffo e timido. Ha una sorella.

## Filmografia

### Cinema
- Ahiru to kamo no coinlocker (2007)
- Osso è un boss (2007)
- Robo Rock (2007)
- Maho tsukai ni taisetsu na koto (2008)
- Boku no hatsukoi o kimi ni sasagu, regia di Takehiko Shinjo (2009)
- Honokaa Boy (2009)
- Juryoku Pierrot (Gravity Clown) (2009)
- Harufuwei/Halfway (2009)
- Confessions, regia di Tetsuya Nakashima (2010)
- Matataki (2010)
- Akunin, regia di Lee Sang-il (2010)
- Raiou (2010)
- Antoki no inochi (2011)
- Space brother (2012)
- Himitsu no Akko-chan, regia di Yasuhiro Kawamura (2012)
- Shijukunichi no Recipe (2013)
- Kiyoku Yawaku (2013)
- Shazai no Ousama (2013)
- ATARU The First Love & The Last Kill (2013)
- Idai Naru, Shurarabon (2014)
- Kanojo tono Jozuna Wakarekata (2014)
- Gintama, regia di Yūichi Fukuda (2017)
- Drive My Car (Doraibu mai kā), regia di Ryūsuke Hamaguchi (2021)

### Televisione
- Seishun Energy (NTV) (2006)
- Seito Shokun! (TV Asahi) (2007)
- Hanazakari no kimitachi e (Fuji TV) (2007)
- Koshonin (TV Asahi, Episodio 5) (2008)
- Fukidemono to imōto (TV Asahi) (2008)
- Taiyō to umi no kyōshitsu (Fuji TV) (2008)
- Otomen (Fuji TV) (2009)
- Wagaya no rekishi (Fuji TV) (2010)
- Ogon no Buta - Kudo Suguru (NTV) (2010)
- Taira no Kiyomori - Minamoto no Yoritomo (NHK) (2012)
- Keinaru Saibutsutachi - Kengo Shiba (TV Asahi) (2012)
- Mirai Nikki-Another World - Arato Hoshino (Fuji TV) (2012)
- Omameda Towako to sannin no motootto (大豆田とわ子と三人の元夫?) – serie TV (2021)

## Doppiatori italiani
- Paolo Vivio in Confessions
- Paolo Carenzo in Drive My Car